# I liga 1966-1967 (pallacanestro maschile)
La I liga 1966-1967 è stata la 33ª edizione del massimo campionato polacco di pallacanestro maschile. La vittoria finale è stata ad appannaggio dell'AZS Varsavia.

## Risultati

### Stagione regolare
|     | Squadra             | G  | V  | P  | PF   | PS   | Pt. | Qualificazione        |
| --- | ------------------- | -- | -- | -- | ---- | ---- | --- | --------------------- |
| 1.  | AZS Varsavia        | 22 | 19 | 3  | 1611 | 1291 | 41  |                       |
| 2.  | Wisła Cracovia      | 22 | 17 | 5  | 1652 | 1464 | 39  |                       |
| 3.  | Śląsk Breslavia     | 22 | 17 | 5  | 1618 | 1393 | 39  |                       |
| 4.  | Legia Varsavia      | 22 | 16 | 6  | 1698 | 1483 | 38  |                       |
| 5.  | Polonia Varsavia    | 22 | 13 | 9  | 1476 | 1437 | 35  |                       |
| 6.  | Start Lublino       | 22 | 12 | 10 | 1455 | 1524 | 34  |                       |
| 7.  | Wybrzeże Danzica    | 22 | 11 | 11 | 1607 | 1606 | 33  |                       |
| 8.  | Lech Poznań         | 22 | 9  | 13 | 1464 | 1500 | 31  |                       |
| 9.  | AZS Toruń           | 22 | 7  | 15 | 1495 | 1689 | 29  |                       |
| 10. | Lublinianka Lublino | 22 | 5  | 17 | 1309 | 1484 | 27  |                       |
| 11. | Korona Cracovia     | 22 | 3  | 19 | 1279 | 1514 | 25  | retrocesse in II liga |
| 12. | ŁKS Łódź            | 22 | 3  | 19 | 1383 | 1662 | 25  | retrocesse in II liga |

| I liga 1966-1967       |
| ---------------------- |
| AZS Varsavia 2º titolo |

## Formazione vincitrice
| N° | Naz.               | Ruolo | Sportivo             |  | Alt. |  |
| -- | ------------------ | ----- | -------------------- |  | ---- |  |
|    | Polonia (bandiera) |       | Zdz Adamczyk         |  |      |  |
|    | Polonia (bandiera) | C     | Tadeusz Blauth       |  | 204  |  |
|    | Polonia (bandiera) |       | R. Fedorowicz        |  |      |  |
|    | Polonia (bandiera) | G     | Zbigniew Jedliński   |  | 184  |  |
|    | Polonia (bandiera) |       | A. Jopkiewicz        |  |      |  |
|    | Polonia (bandiera) | G     | Bolesław Kwiatkowski |  | 185  |  |
|    | Polonia (bandiera) | P     | Janusz Matusewicz    |  | 179  |  |
|    | Polonia (bandiera) | A     | Adam Niemiec         |  | 191  |  |
|    | Polonia (bandiera) | A     | Jan Nowicki          |  | 195  |  |
|    | Polonia (bandiera) | A     | Igor Oleszkiewicz    |  | 195  |  |
|    | Polonia (bandiera) | G     | Bogusław Opala       |  | 183  |  |
|    | Polonia (bandiera) | C     | Andrzej Pasiorowski  |  | 203  |  |
|    | Polonia (bandiera) | G     | Jacek Pawłowski      |  | 189  |  |
|    | Polonia (bandiera) | G     | Andrzej Perka        |  | 186  |  |
|    | Polonia (bandiera) | G     | Aleksander Ronikier  |  | 186  |  |
|    | Polonia (bandiera) | All.  | Zygmunt Olesiewicz   |  |      |  |